# Tuna, Nyköpings kommun
Tuna är kyrkbyn i Tuna socken i Nyköpings kommun i Södermanland.
Orten ligger söder om Enstaberga på Tunaslätten och norr om Kolmården. Här finns Tuna kyrka.